# 天主教埃尔芬教区
天主教埃爾芬教區（拉丁語：Dioecesis Elphinensis）是羅馬天主教在愛爾蘭的一個教區，屬蒂厄姆總教區。

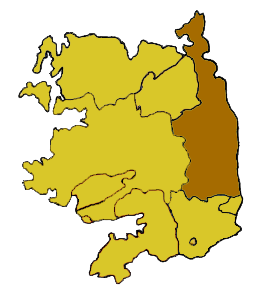
埃爾芬教區管轄範圍圖

範圍包括斯萊戈郡、羅斯康芒郡、西米斯郡和戈爾韋郡的一部份，現任主教為凱文·多拉恩（Kevin Doran）。2007年，在當地71,000人口中，有教友78,273人，佔轄區總人口97.2%、38個堂區、83名司鐸、21名修士、110名修女。
相傳於5世紀開教，第一位主教是聖阿西庫斯。1111年重組成教區。1874年教座從埃爾芬遷至斯萊戈。